# Sphenomorphus rarus
Sphenomorphus rarus este o specie de șopârle din genul Sphenomorphus, familia Scincidae, descrisă de Robert F. Myers și Donnelly 1991. Conform Catalogue of Life specia Sphenomorphus rarus nu are subspecii cunoscute.